# خوسيه لارالدي
وإسمه الكامل خوسيه تيودورو لارالدي سعد (بالإسبانية: José Teodoro Larralde Saad)‏ ويلقب بإيل بامبا (بالإسبانية: El Pampa)‏ وهو كاتب أغاني وعازف موسيقي أرجنتنيني للموسيقى فلكلورية ولد في يوم 22 أكتوبر 1937 في مدينة بوينس آيرس عاصمة الأرجنتين، عمل في الموسيقى منذ سن السابعة، وكتب عدة أغاني، خوسيه هو من أصل عراقي و باسكي، كتب كثير من الأغاني لخورخيه كافرون في الستينات.

## روابط خارجية
- خوسيه لارالدي على موقع ميوزك برينز (الإنجليزية)
- خوسيه لارالدي على موقع أول ميوزيك (الإنجليزية)
- خوسيه لارالدي على موقع ديسكوغز (الإنجليزية)